# Psychotria maleolens
Psychotria maleolens är en måreväxtart som beskrevs av Ignatz Urban. Psychotria maleolens ingår i släktet Psychotria och familjen måreväxter. Inga underarter finns listade i Catalogue of Life.